# Paleaequor psamathe
Paleaequor psamathe är en ringmaskart som beskrevs av Watson Russell 1986. Paleaequor psamathe ingår i släktet Paleaequor och familjen Chrysopetalidae. Inga underarter finns listade i Catalogue of Life.